# Dior (песня)
«Dior» — песня в жанре дрилл американского рэпера Pop Smoke. Изначально она была выпущена в составе его дебютного микстейпа Meet the Woo. 11 февраля 2020 года песня была выпущена на радио в качестве третьего и последнего сингла с микстейпа. «Dior» была написана самим Pop Smoke и музыкальным продюсером 808Melo. После убийства Pop Smoke, «Dior» стала его первой сольной песней, попавшей в чарт Billboard Hot 100.

## Выпуск
Изначально песня была выпущена в качестве шестого трека с дебютного микстейпа Pop Smoke Meet the Woo на лейблах Victor Victor Worldwide и Republic Records. 11 февраля 2020 года она была отправлена на радио Rhythmic contemporary в качестве третьего и последнего сингла с микстейпа. В последствии она также была добавлена в качестве бонусных треков на его второй микстейп Meet the Woo 2 (2020) и посмертный дебютный студийный альбом Shoot for the Stars, Aim for the Moon. Ремикс при участии Gunna вошёл в состав Deluxe издания Meet The Woo 2, выпущенного 12 февраля 2020 года. Так же песня была добавлена в переиздание Deluxe версии второго посмертного альбома Pop Smoke Faith.

## Наследие
Хотя песня не о жестокости полиции или расизме, она стала гимном, используемым во время протестов из-за убийства Джорджа Флойда, как символ сопротивления.
«Dior» присутствует в игре NBA 2K21.

## Чарты

### Недельные чарты
| Чарт (2020)                                | Высшая позиция |
| ------------------------------------------ | -------------- |
| Австралия (ARIA)                           | 48             |
| Австрия (Ö3 Austria Top 40)                | 61             |
| Бельгия/Фландрия (Ultratip Bubbling Under) | 20             |
| Бельгия/Валлония (Ultratip Bubbling Under) | 30             |
| Канада (Billboard Canadian Hot 100)        | 28             |
| Дания (Tracklisten)                        | 39             |
| Франция (SNEP)                             | 59             |
| Германия (GfK)                             | 59             |
| Греция (IFPI)                              | 9              |
| Ирландия (IRMA)                            | 26             |
| Нидерланды (Single Top 100)                | 64             |
| Новая Зеландия (RMNZ)                      | 38             |
| Португалия (AFP)                           | 57             |
| Швеция (Sverigetopplistan Heatseeker)      | 4              |
| Швейцария (Schweizer Hitparade)            | 42             |
| Великобритания (OCC UK Singles)            | 33             |
| США (Billboard Hot 100)                    | 22             |
| США (Billboard Hot R&B/Hip-Hop Songs)      | 12             |
| США (Billboard Rhythmic)                   | 28             |
| США Rolling Stone Top 100                  | 12             |

### Чарты в конце года
| Чарт (2020)                           | Позиция |
| ------------------------------------- | ------- |
| Канада (Canadian Hot 100)             | 76      |
| Дания (Tracklisten)                   | 90      |
| Франция (SNEP)                        | 84      |
| Швейцария (Schweizer Hitparade)       | 74      |
| Великобритания (OCC Singles)          | 86      |
| США Billboard Hot 100                 | 83      |
| США (Billboard Hot R&B/Hip-Hop Songs) | 39      |

## Сертификации
| Регион | Сертификация  | Продажи   |
| --- | ------------- | --------- |
| Австралия (ARIA) | Платиновый    | 70 000    |
| Дания (IFPI Danmark) | Платиновый    | 90 000    |
| Франция (SNEP) | Бриллиантовый | 333 333   |
| Германия (BVMI) | Золотой       | 200 000   |
| Италия (FIMI) | Платиновый    | 70 000    |
| Новая Зеландия (RMNZ) | Золотой       | 15 000    |
| Польша (ZPAV) | Платиновый    | 50 000    |
| Португалия (AFP) | Платиновый    | 10 000    |
| Великобритания (BPI) | Платиновый    | 600 000   |
| США (RIAA) | 3× Платиновый | 3 000 000 |
| Греция (IFPI Greece) | 3× Платиновый | 6 000 000 |
| Швеция (GLF) | Платиновый    | 8 000 000 |
| Данные о продажах + прослушиваниях приведены только на основе сертификации. · Данные только о прослушиваниях приведены на основе сертификации. |               |           |